# 道の駅くつき新本陣
道の駅くつき新本陣（みちのえき くつきしんほんじん）は、滋賀県高島市朽木市場にある国道367号の道の駅である。
国道367号では唯一の道の駅で、鯖街道（若狭街道）沿いに位置している。

## 施設
- 駐車場
  - 普通車：93台[6]
  - 大型車：3台[6]
  - 身障者用：4台[6]
- トイレ
  - 男：大・小11
  - 女：8
  - 身障者用：2
- くつき新本陣
  - 観光案内所（9:00 - 17:00）

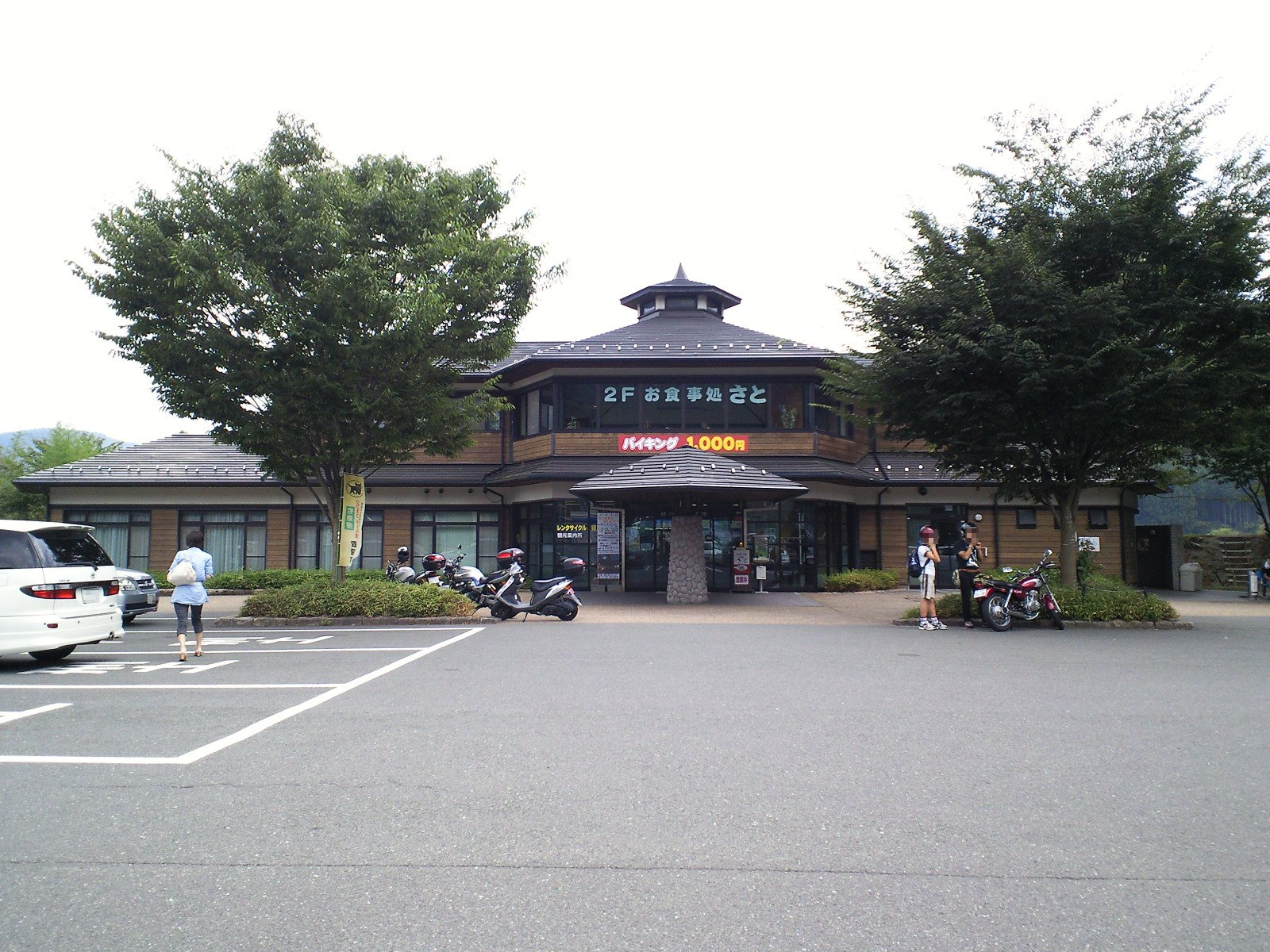
鯖街道交流館

  - 特産品販売所（8:30 - 17:00）[6]
- 鯖街道交流館
  - お食事処 さと（レストラン、平日 11:00 - 15:00・日曜祝日 10:30 - 15:00）[6]
サトフードサービスが運営するレストランチェーン「和食さと」とは無関係。
- 日曜朝市（8:00 - 12:00、日曜祝日に開催）[6]
  - 「朽木新本陣」が開業した翌年の1988年（昭和63年）から開催されている[4]。

### 管理団体
- 設置者：高島市
- 指定管理者：一般財団法人高島まちおこし公社[2]

## 定休日
- 火曜日（祝日の場合は翌日）[1][6]
- 年末年始（12月29日 - 1月3日）[1][6]

## アクセス
- 国道367号 - 登録路線
  - 滋賀県道295号市場野田鴨線
  - 滋賀県道23号小浜朽木高島線

自動車
- 北陸自動車道 木之本ICより約70分。

路線バス
- 京阪電気鉄道・叡山電鉄 出町柳駅より京都バス10系統比良線で「朽木学校前」バス停下車すぐ（冬季を除く土曜休日に1往復のみ運行）[9]。
- 西日本旅客鉄道（JR西日本）湖西線 安曇川駅より江若交通朽木線で「朽木学校前」バス停下車すぐ[10]。

## 周辺
道の駅の前にある道路交差点名は「朽木学校前」で、旧朽木村の中心部に位置する。
- 高島市役所朽木支所
- 高島市立朽木中学校
- 高島市立朽木東小学校
- 丸八百貨店（国の登録有形文化財）[11]
- 邇々杵神社
- くつき温泉てんくう
- 朽木スキー場
- 朽木村オートキャンプ場